# Eurystomina terricola
Eurystomina terricola is een rondwormensoort uit de familie van de Enchelidiidae. De wetenschappelijke naam van de soort is voor het eerst geldig gepubliceerd in 1907 door de Man.